# Zusatzweiterbildung Schlafmedizin
Die Zusatzweiterbildung Schlafmedizin ist eine in der Musterweiterbildungsordnung der deutschen Bundesärztekammer von 2018 (MWBO) aufgeführte Zusatz-Weiterbildung in Schlafmedizin für Fachärzte für Allgemeinmedizin, Hals-Nasen-Ohrenheilkunde, Innere Medizin, Innere Medizin und Kardiologie, Innere Medizin und Pneumologie, Kinder- und Jugendmedizin, Mund-Kiefer-Gesichtschirurgie, Neurologie, Psychosomatische Medizin und Psychotherapie oder Psychiatrie und Psychotherapie.

## Definition
Die Zusatz-Weiterbildung Schlafmedizin umfasst in Ergänzung zu einer Facharztkompetenz die Erkennung, Klassifikation und Behandlung von Störungen der
Schlaf-Wach-Regulation und schlafbezogenen Störungen.

## Mindestanforderung
Um die Zusatzbezeichnung Schlafmedizin führen zu dürfen, müssen Ärztinnen und Ärzte
- über die Facharztanerkennung in Allgemeinmedizin, Hals-Nasen-Ohren-Heilkunde, Innere Medizin, Innere Medizin und Kardiologie, Innere Medizin und Pneumologie, Kinder- und Jugendmedizin,

Mund-Kiefer-Gesichtschirurgie, Neurologie, Psychosomatische Medizin und Psychotherapie oder Psychiatrie und Psychotherapie verfügen
und zusätzlich
- Schlafmedizin unter Befugnis absolvieren.[1]

Bei der Anmeldung zur Weiterbildungsprüfung müssen der zuständigen Ärztekammer sämtliche Nachweise über die erfüllten Mindestanforderungen vorgelegt werden. Dazu gehören auch die Logbuch-Dokumentationen über alle durch die MWBO vorgegebenen Inhalte der Weiterbildung.

## Inhalte der Weiterbildung
Bei der Weiterbildungsprüfung muss man darlegen können, dass man Kenntnisse, Erfahrungen und Fertigkeiten unter anderem in folgenden Bereichen erlangt hat:
- Beurteilung der Fahreignung bei Schlafstörungen
- Beurteilung des Grades der Behinderung und Erwerbsfähigkeit bei Schlafstörungen
- Insomnien
  - Formen, Ursachen, Differentialdiagnose, Komorbiditäten und Prävention von Insomnien
  - Schlafprotokoll, Fragebögen zur Erfassung insomnischer Symptome
  - Behandlung von Patienten mit Insomnie, insbesondere medikamentöse Stufentherapie
- Schlafbezogene Atmungsstörungen
  - Screening zur Erfassung schlafbezogener Atmungsstörungen mittels Fragebögen
  - Indikationsstellung und Befundinterpretation von nächtlicher Oxymetrie und Blutgasanalysen, insbesondere bei Hyperkapnie im Wachen und im Schlaf, bei schlafbezogenen Atmungsstörungen
  - Indikationsstellung und Therapie mit Positivdruckverfahren, Nicht-Positivdruckverfahren, Allgemeinmaßnahmen, z. B. Unterkiefer-Protrusionsschienen
  - Beratung und Betreuung von Patienten bezüglich operativer Therapie
  - Nächtliche Überdrucktherapie-Titration einschließlich Evaluation des Behandlungsergebnisses
- Hypersomnien
  - Testverfahren zur Erfassung und Objektivierung von Vigilanzstörungen, Tagesmüdigkeit und Tagesschläfrigkeit bei Hypersomnien
  - Pharmakologische und nicht-pharmakologische Differentialtherapie der Hypersomnie und Narkolepsie
  - Behandlung von Patienten mit Narkolepsie mit und ohne Kataplexie einschließlich Hypersomnie
- Zirkadiane Schlaf-Wach-Rhythmusstörungen
  - Beurteilung der Eignung/Nichteignung für Schichtarbeit
  - Verhaltensberatung bei Jetlag, verzögerter Schlafphase und anderen zirkadianen Störungen
  - Medikamentöse und nicht-medikamentöse Therapie bei zirkadianen Schlaf-Wach-Rhythmusstörungen
- Parasomnien
  - Bewertung und Therapie bei Somnambulismus
- Schlafbezogene Bewegungsstörungen
- Schlafstörungen bei anderen Erkrankungen
  - Therapie von Schlafstörungen bei anderen Erkrankungen mit Hypnotika einschließlich Indikationen und Kontraindikationen
  - Prävention und nicht-medikamentöse Therapie von Schlafstörungen bei anderen Erkrankungen
- Apparativ-diagnostische Verfahren – Polysomnographie.[1]

Die Inhalte der Musterweiterbildungsordnung sind allerdings nur eine Empfehlung für die rechtsverbindlichen Weiterbildungsordnungen der Landesärztekammern, die hiervon abweichende Regelungen treffen können.